# Panhard

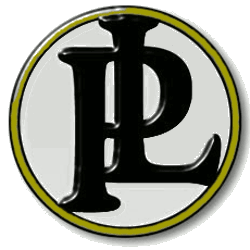
Panhard-Logo

Logo der Panhard General Defense

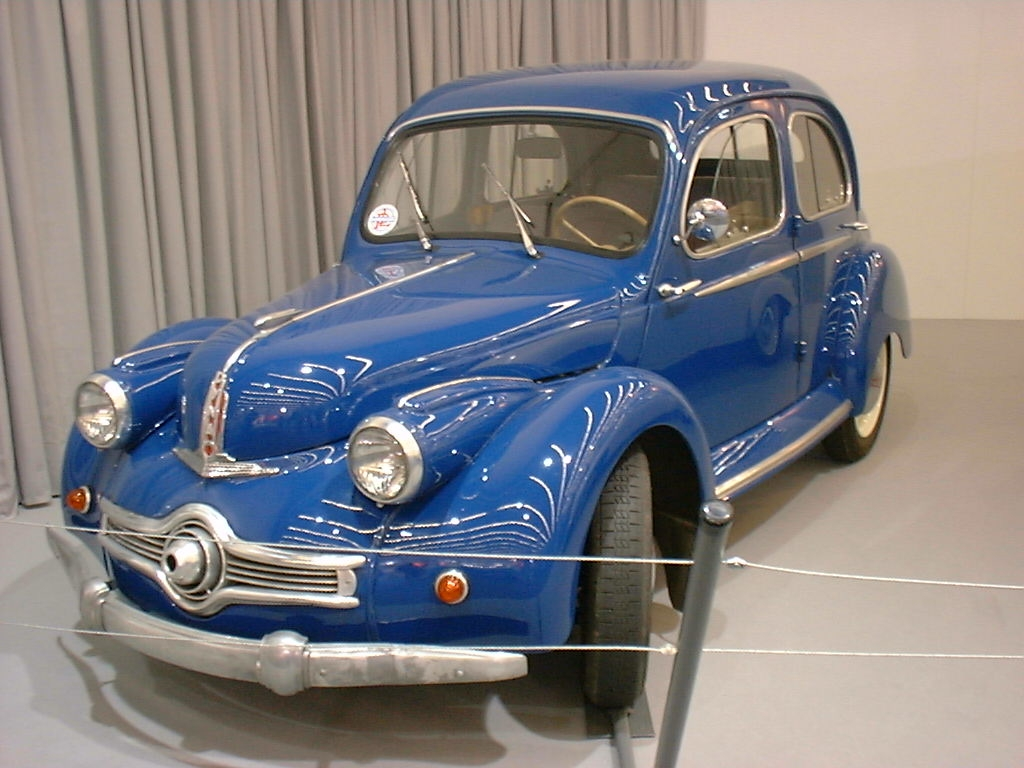
Panhard Dyna X

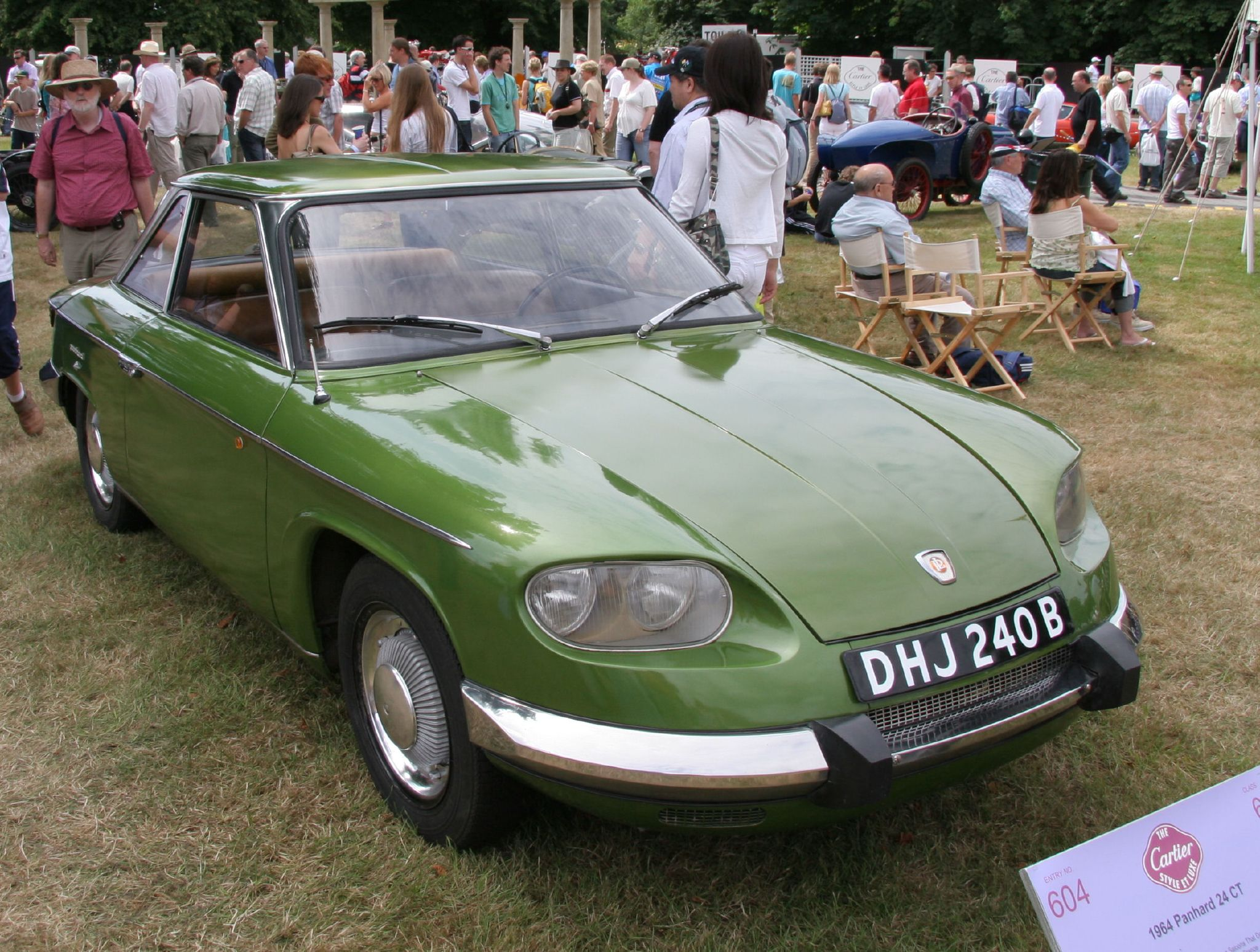
Panhard 24 CT (1964)

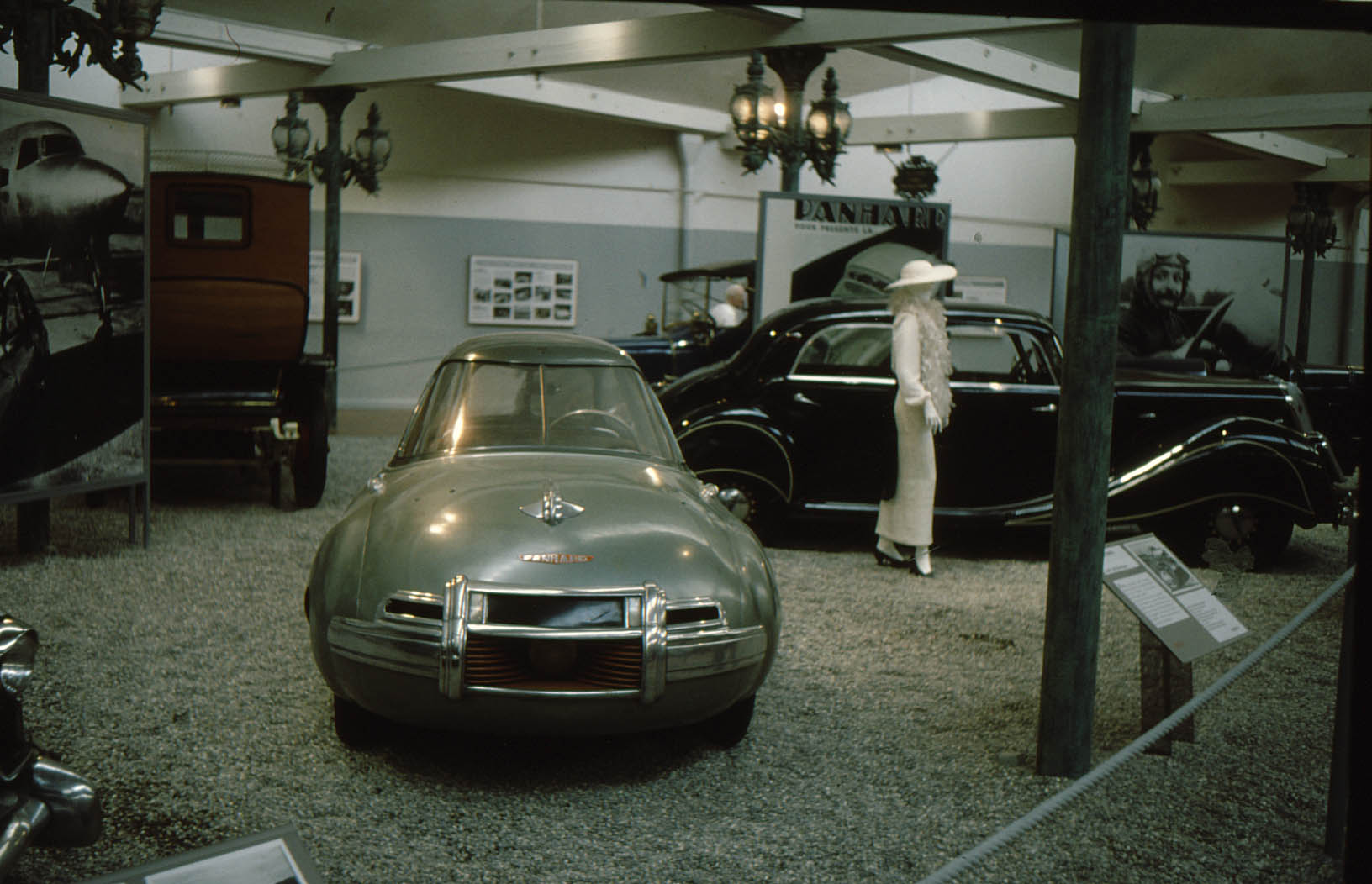
Panhard Prototyp Dynavia im Cité de l’Automobile – Musée National – Collection Schlumpf

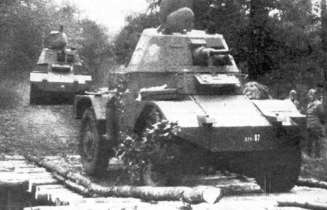
Panhard-Radpanzer Panhard 178

Panhard ist der Markenname des französischen Autoherstellers Panhard & Levassor für Kleinwagen, Lastkraftwagen und Panzerfahrzeuge nach dem Zweiten Weltkrieg. Panhard & Levassor begann 1891 als erstes Unternehmen der Welt mit der Herstellung und dem Verkauf von serienmäßig produzierten Fahrzeugen. Der Bau ziviler Automobile wurde 1967 nach der Fusion mit Citroën eingestellt.
Die zwischen den beiden Weltkriegen begonnene Produktion von Panzerfahrzeugen gibt es noch heute. Dieser Geschäftsbereich wurde 2005 von Auverland und 2012 von Renault Trucks Defense übernommen.
Der Panhardstab – ein an Starrachsen verwendeter Querlenker – wurde von diesem Autohersteller erfunden.

## Markengeschichte
Panhard hatte sich nach 1945 vollkommen von den Luxusfahrzeugen mit Schiebermotoren abgewandt. Stattdessen entwickelte das Unternehmen mit dem Ingenieur Jean-Albert Grégoire ein ganz neues Konzept. Neben Lastwagen wurden kleine, aber technisch interessante Automobile gefertigt, unter anderem mit der ersten in Serie hergestellten Pkw-Karosserie aus Aluminium. Markant war auch der luftgekühlte Viertakt-Boxermotor, dessen Motorleistung mit bis zu 60 PS für einen Zweizylinder-PKW außergewöhnlich groß war.
Ein Meilenstein in der Geschichte von Panhard war deren Auftritt in Langstreckenrennen wie die 24 Stunden von Le Mans. Panhard setzte nicht auf den Gesamtsieg, sondern verfolgte den Gewinn der speziellen Auszeichnung für Fahrzeuge, die mit dem geringsten Verbrauch möglichst viele Runden fahren konnten. Panhard gewann diese Auszeichnung zwischen 1950 und 1964 zehn Mal.
Nachdem Citroën 1955 Panhard zu 25 % übernommen hatte, erfolgte später die vollständige Übernahme. Im Jahre 1967 wurde das letzte zivile Panhard-Automobil gebaut. Die vor dem Krieg aufgenommene Produktion von Panzerfahrzeugen wird bis heute fortgeführt, etwa mit dem Véhicule Blindé Léger. Von 1986 bis zum Verkauf von Panhard an Auverland im Jahr 2004 wurden nunmehr gepanzerte Fahrzeuge gebaut.
Von 1950 bis 1953 stellte das deutsche Unternehmen Dyna Automobil-Import und -Export in geringer Stückzahl den Dyna-Veritas auf Basis eines Panhard-Fahrzeugs her.

## Pkw-Modelle der Nachkriegszeit
Der Panhard Dyna X war 1945 das erste Nachkriegsmodell, mit dem die Marke Panhard eingeführt wurde, und der bis 1954 im Fertigungsprogramm war.

### Eigene Modelle
| Typ            | Bauzeitraum |
| -------------- | ----------- |
| Panhard Dyna X | 1945–1954   |
| Panhard Junior | 1951–1956   |
| Panhard Dyna Z | 1953–1959   |
| Panhard PL 17  | 1959–1965   |
| Panhard CD     | 1962–1965   |
| Panhard 24     | 1963–1967   |

### Modelle mit Panhard-Technik
| Typ                 | Bauzeitraum |
| ------------------- | ----------- |
| Dyna-Veritas        | 1950–1953   |
| Rosengart Scarlette | 1952        |
| DB HBR5             | 1954–1961   |
| DB Le Mans          | 1959–1962   |
| Sera-Panhard        | 1959–1961   |

## Panzerfahrzeuge
| Typ                        | Entwicklungsjahr |
| -------------------------- | ---------------- |
| Panhard 178                | 1931             |
| Panhard 201 (nur Prototyp) | 1940             |
| Panhard EBR                | 1946             |
| Panhard AML                | 1959             |
| Panhard M3 VTT             | 1969             |
| Panhard VCR                | 1979             |
| Panhard VBL                | späte 1980er     |
| Panhard CRAB               | 2012             |